# Syvne Fluctus
Il Syvne Fluctus è una struttura geologica della superficie di Venere.